# Kraichradweg
Der Kraichradweg ist ein knapp 65 km langer ausgeschilderter Radwanderweg, der den Kraichbach von der Quelle in Sternenfels im Naturpark Stromberg-Heuchelberg bis zur Mündung in Ketsch am Rhein begleitet.

## Logo und Streckentafeln

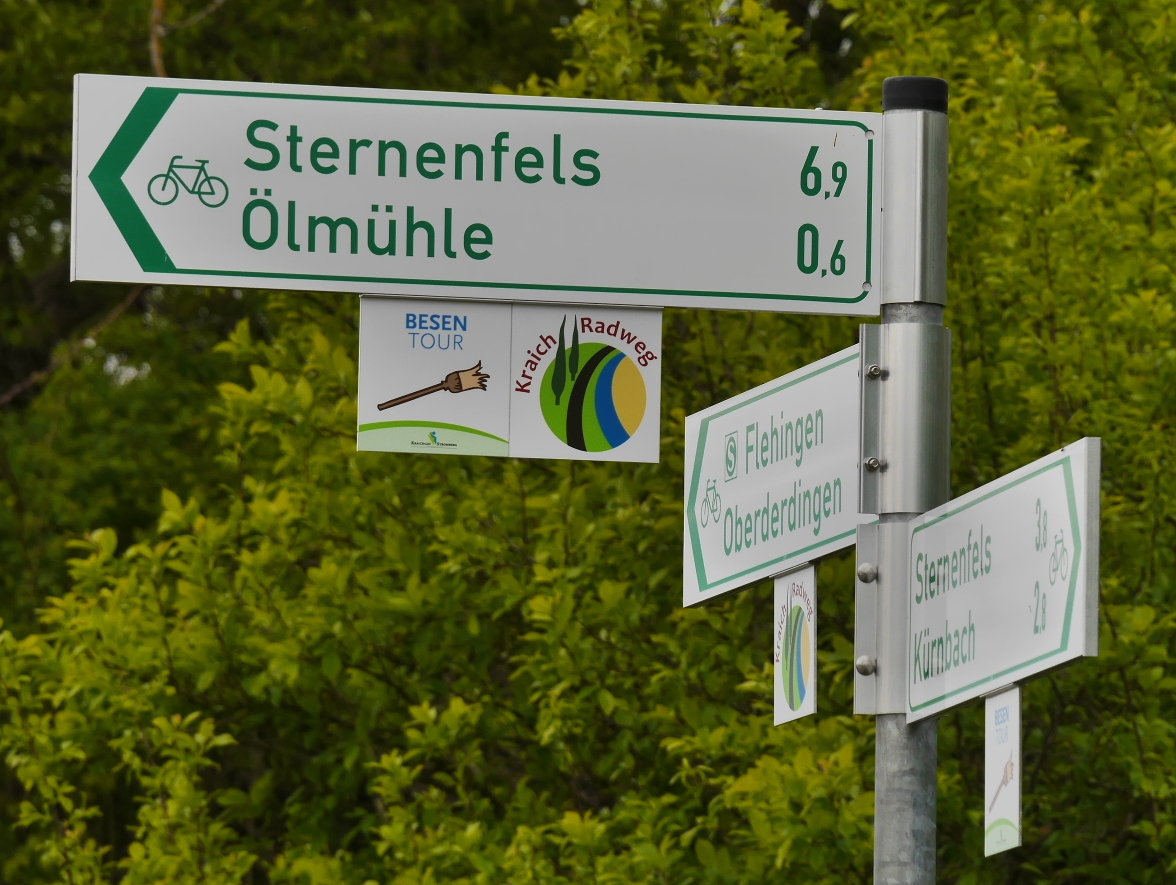
Radwegbeschilderung nach FGSV-Standard

Die Fahrradfahrer werden durch das Kraichradweg-Logo geführt, das in die Hauptwegweiser nach FGSV-Standard eingehängt ist.
Die Elemente des Radweglogos zeigen vereinfacht insbesondere die landschaftliche Charakteristik des Radwegs.

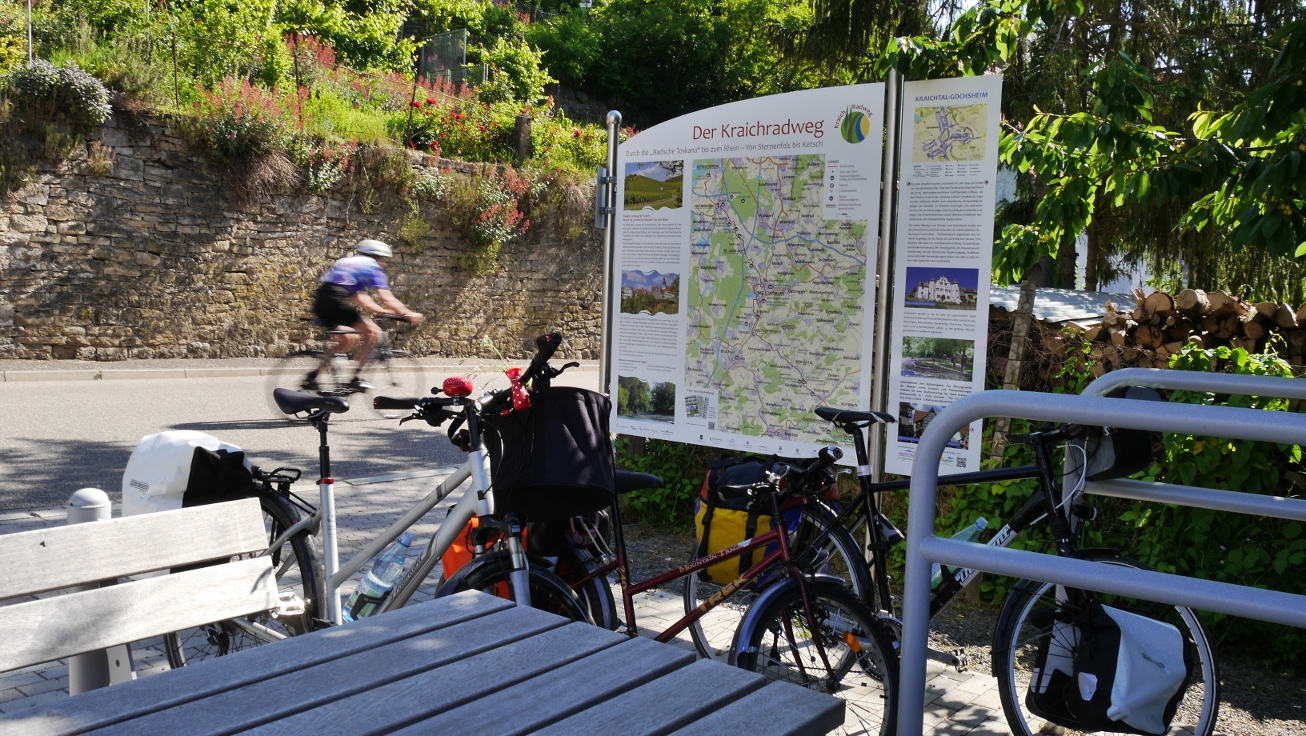
Streckentafel in Kraichtal-Gochsheim

Streckentafeln mit Überblick über den gesamten Routenverlauf befinden sich an fünf Standorten:
- Sternenfels, Kraichbachquelle
- Oberderdingen-Flehingen, Naturfreibad
- Gochsheim, Vorstadtstraße unterhalb des Graf-Eberstein-Schlosses
- Kronau, Kirrlacher Straße nahe Dorfplatz
- Ketsch, an der Kraichbachmündung

## Charakteristik
Ausschließlich im Oberlauf des Kraichbachs sind wenige Steigungen und Gefälle vorhanden, die jedoch unproblematisch zu befahren sind. Auf dem Abschnitt vom Kraichsee zu den Sieben Buchen sind 56 Höhenmeter (Hm) zu überwinden und das anschließende Gefälle an der Kupferhalde oberhalb von Oberderdingen beträgt 116 Hm. Ab dem Lindenplatz in Oberderdingen gibt es einen kurzen Anstieg um 32 Hm. Die anschließende Abfahrt nach Flehingen hat ein Gefälle von 51 Hm. Der weitere Verlauf des Radwegs weist aufgrund der stets gewässernahen Routenführung keine nennenswerten Steigungen und Gefälle auf.
Die Strecke verläuft über weite Teile auf Kfz-freien Wegen und ist damit sehr gut auch für Familien mit Kindern geeignet. Der allergrößte Teil der Strecke ist asphaltiert, teils gibt es auch Abschnitte mit Feinkies und im Oberlauf im Naturpark Stromberg-Heuchelberg gibt es einen kurzen Abschnitt auf naturbelassenem Waldweg. Die Beschilderung ist in beide Richtungen durchgängig vorhanden und immer gut sichtbar.

## Verlauf
Der Kraichradweg beginnt an der Kraichquelle im Kraichweg in Sternenfels auf 297 Hm und endet in Ketsch an der Kraichbachmündung am Bootshaus auf 92 Hm. Folgende Gemeinden und Städte werden gewässerabwärts durchfahren oder passiert:
- Sternenfels
- Oberderdingen
- Flehingen (Oberderdingen)
- Gochsheim (Kraichtal)
- Münzesheim (Kraichtal)
- Oberöwisheim (Kraichtal)
- Unteröwisheim (Kraichtal)
- Ubstadt (Ubstadt-Weiher)
- Stettfeld (Ubstadt-Weiher)
- Bad Langenbrücken (Bad Schönborn)
- Kronau
- St. Leon (St. Leon-Rot)
- Reilingen
- Hockenheim
- Ketsch

## Landschaft und Kultur
Der Kraichradweg folgt dem Verlauf des Kraichbachs von der Quelle in Sternenfels bis zur Mündung in einen Altrheinarm in Ketsch und verbindet die drei Regionen Naturpark Stromberg-Heuchelberg, den Kraichgau und die Oberrheinische Tiefebene und damit die drei Landkreise Enzkreis, Kreis Karlsruhe und Rhein-Neckar-Kreis. Im Oberlauf bei Sternenfels und Oberderdingen führt die Radroute durch sonnige Wein- und Aussichtslagen und durch das Waldgebiet des westlichen Strombergs. Zwischen Trinkwaldsee und dem Wildgehege auf Gemarkung Sternenfels und dem Kraichsee auf Gemarkung Oberderdingen durchbricht die Route die historische Verteidigungsanlage Eppinger Linie. Ebenso liegt hier die Kreisgrenze zwischen dem Enzkreis und dem Kreis Karlsruhe. Oberderdingen selbst liegt auf der Grenze zwischen dem Naturpark Stromberg-Heuchelberg und dem Kraichgau. Auf der Weiterfahrt zum Oberderdinger Ortsteil Flehingen überquert man die historische Landesgrenze zwischen Württemberg und Baden. Die Landschaft ändert sich im Kraichgau merklich. Aufgrund der fruchtbaren Felder und Wiesen in hügeliger Umgebung und dem relativ milden Klima wird der Kraichgau als Badische Toskana bezeichnet.
In Gochsheim beeindruckt die mittelalterliche Stadtkulisse, auf einem Umlaufberg des Kraichbachs gelegen. Im Ort befindet sich das Erste Deutsche Zuckerbäckermuseum und das Badische Bäckereimuseum. Zwischen Münzesheim und Unteröwisheim führt die Route durch das Naturschutzgebiet Kraichbachniederung. Schon von Weitem fällt der Blick auf das mächtige Schloss in Unteröwisheim, auf dessen Dach alljährlich Störche brüten.
In Ubstadt-Weiher wird das westliche Ende des Kraichgaus erreicht. Die Gemeinde bezeichnet sich als Tor zum Kraichgau. Von der Brücke der Bundesstraße 3 über den Kraichbach aus wird der Blick in den Ortskern von der Pfarrkirche St. Andreas und dem Pfarrhaus dominiert. Mit dem Freizeitzentrum Hardtsee, zwischen Ubstadt und Weiher nicht direkt am Radweg gelegen, zeigt sich der erste von mehreren Kiesgrubenseen, die für die Oberrheinische Tiefebene typisch sind. Auf der Weiterfahrt in den Teilort Stettfeld führt der Radweg durch das Naturschutzgebiet Bruch am renaturierten Kraichbach entlang. In Stettfeld lädt das Römermuseum zum Besuch ein. Zwischen Stettfeld und Bad Schönborn zweigt an einer Wehranlage der Kriegbach vom Kraichbach ab. Der Kriegbach dient als Entlastungskanal für den Kraichbach und mündet bei Altlußheim direkt in den Rhein.
Ebenfalls typisch für die Oberrheinische Tiefebene ist der Spargelanbau. Auf der Weiterfahrt nach Bad Schönborn streift die Route große Spargel- und Erdbeerfelder. Mit dem Philippsee, unmittelbar am Eingang des Teilorts Bad Langenbrücken gelegen, erscheint ein weiterer Kiesgrubensee. Die Freizeitanlage Äußeres Fischwasser lädt hier zum Baden ein. Bad Schönborn ist als Kurort aufgrund seiner Schwefel- und Thermalwasservorkommen überregional bekannt. Die Kiesgrube Reimoldsee, an der die Route in Richtung Kronau verläuft, ist mit einem Zaun gesichert und aufgrund der hohen Hecken kaum einsehbar. Baden ist hier nicht erlaubt.
Hinter Kronau liegt die Kreisgrenze zum Rhein-Neckar-Kreis. Exakt an dieser Kreisgrenze liegt die international bekannte Golfanlage des Golfclubs St. Leon-Rot. Der Radweg durchquert die große Golfanlage am vorbildlich renaturierten Kraichbach und führt über Felder nach St. Leon, einem Ortsteil von St. Leon-Rot. Kurz hinter St. Leon führt die Route am St. Leoner See vorbei. Diese Erholungsanlage mit Campingplatz bietet u. a. eine fest installierte Wasserskianlage.
Hinter einem kleinen Wäldchen liegt direkt am Kraichbach kurz vor Reilingen der Archäologiepark Burg Wersau. Seit 2010 wird die immer noch zu großen Teilen unbekannte Geschichte dieser Anlage erforscht. Reilingen ist bekannt für seinen Spargel- und Tabakanbau.
Hockenheim, ebenfalls eine Stadt mit langer Tabakanbau-Tradition, liegt an der Schwetzinger Hardt. Das große Waldschutzgebiet besteht aus eiszeitlichen Sanddünen. Der Wald war einst das Jagdrevier der Pfälzer Kurfürsten, denen im bekannten Volkslied "Der Jäger aus Kurpfalz" ein Denkmal gesetzt wurde. International bekannt ist Hockenheim durch seine Formel-1 Rennstrecke Hockenheimring. Am Kraichbach, der im Rahmen der Landesgartenschau 1991 renaturiert wurde, brütet der Eisvogel. Dem Thema Tabak ist in der Zehntscheuer ein eigenes Museum gewidmet.
Kurz vor der Kraichbachmündung in Ketsch liegt der Badesee Hohwiesensee. Der Altrheinarm, in den der Kraichbach mündet, zeigt gut den ursprünglichen Verlauf des Rheins vor seiner Begradigung im 19. Jahrhundert. Die durch die Begradigung entstandene Rheininsel steht unter Naturschutz und bietet mit ihrer naturnahen Rheinauenlandschaft Lebensraum für eine reiche Tierwelt. Es lohnt sich, von der Kraichbachmündung 3,7 km weiter über die Rheininsel bis zur Schifffahrtslinie des Rheins zu fahren.

## Entstehung
Der Kraichradweg wurde 2014 auf Basis privatem Engagements aus der Gemeinde Sternenfels heraus initiiert. Die erste testweise Befahrung des späteren Radwegs am 19. Juli 2015 unter dem Motto "Expedition Kraichradweg", organisiert von der Gemeinderatsfraktionsgemeinschaft Freie Wähler & SPD Sternenfels und Diefenbach, unterstützte die Idee nachhaltig. Mit maßgeblicher Unterstützung des Landratsamts Karlsruhe fanden nach einer ersten Informationsveranstaltung in Sternenfels im September 2015 in den Jahren 2016 und 2017 mehrere Arbeitskreissitzungen in den beteiligten Anliegergemeinden statt. Ein breites Bündnis aus den betroffenen Landkreisen Enzkreis, Karlsruhe und Rhein-Neckar-Kreis, den zehn Anliegergemeinden, der Kraichgau-Stromberg-Touristik, dem ADFC Baden-Württemberg und dem VCD Baden-Württemberg führte zur Realisierung des Radwegs.
Am 7. Mai 2017 wurde der Kraichradweg im Rahmen einer Sternfahrt feierlich eröffnet. Eröffnungsfeierlichkeiten an der Kraichbachquelle in Sternenfels und an der Kraichbachmündung in Ketsch gaben den Startschuss für eine Radsternfahrt zur zentralen Eröffnungsfeier in Kronau. Neben vielen Radbegeisterten waren der baden-württembergische Verkehrsminister Winfried Hermann, Bundes- und Landtagsabgeordnete, die Landräte der drei Anlieger-Landkreise, die Bürgermeister der Kraichbach-Anliegergemeinden und die Landesvorsitzende von ADFC und VCD Baden-Württemberg anwesend.
Bereits im Jahre 1991 hatte die Verwaltung der Stadt Hockenheim im Rahmen der in Hockenheim ausgetragenen Landesgartenschau erstmals Überlegungen zu einem touristischen Radweg entlang des Kraichbachs an einige Bürgermeister der Kraichbach-Anliegergemeinden adressiert. Das Vorhaben scheiterte an damals fehlenden bzw. ungeeigneten Fahrradwegen sowie an der sich abzeichnenden zeitaufwendigen Koordination dreier Landkreise und zahlreichen Kommunen.
Ein zweiter Anlauf zur Realisierung kam 1995 vom Schwäbischen Albverein, Ortsgruppe Sternenfels. In diesem Jahr wurde die Kraichbachquelle in Sternenfels baulich in Sandstein gefasst und zugängig gemacht. Der Plan war, einen durchgängigen Wander- und Radweg nach Ketsch zu schaffen. Auch diese Pläne wurden damals aufgrund des hohen Abstimmungsaufwandes verworfen.

## Anschlussradwege

### Aufstellung nach Radwegen, gewässerabwärts
- Württemberger Weinradweg[4] in Sternenfels
- Besen-Tour[5] in Sternenfels, Oberderdingen
- Kraichgau-Blick-Tour[5] in Sternenfels, Flehingen (Oberderdingen)
- Vesper-Tour[5] in Sternenfels, Oberderdingen
- Seen-Tour[5] in Sternenfels
- Welterbe-Tour[5] in Oberderdingen, Flehingen (Oberderdingen), Gochsheim (Kraichtal), Bad Langenbrücken (Bad Schönborn), Kronau
- Öko-Regio-Tour[5] in Oberderdingen, Flehingen (Oberderdingen), Gochsheim (Kraichtal), Münzesheim (Kraichtal), Oberöwisheim (Kraichtal), Unteröwisheim (Kraichtal)
- Schlösser-Tour[5] in Flehingen (Oberderdingen), Gochsheim (Kraichtal), Münzesheim (Kraichtal), Oberöwisheim (Kraichtal), Unteröwisheim (Kraichtal), Ubstadt (Ubstadt-Weiher)
- Ähren-Tour[5] in Flehingen (Oberderdingen), Gochsheim (Kraichtal)
- Panorama-Tour[5] in Flehingen (Oberderdingen), Gochsheim (Kraichtal)
- 3-Bäche-Tour[5] in Gochsheim (Kraichtal), Münzesheim (Kraichtal), Oberöwisheim (Kraichtal), Unteröwisheim (Kraichtal), Ubstadt (Ubstadt-Weiher), Stettfeld (Ubstadt-Weiher)
- Wohlfühl-Tour[5] in Oberöwisheim (Kraichtal), Unteröwisheim (Kraichtal), Ubstadt (Ubstadt-Weiher), Bad Langenbrücken (Bad Schönborn)
- Riesling-Tour[5] in Stettfeld (Ubstadt-Weiher)
- Heidelberg-Schwarzwald-Bodensee-Radweg in Ubstadt (Ubstadt-Weiher), Stettfeld (Ubstadt-Weiher), Bad Langenbrücken (Bad Schönborn), Kronau, St. Leon (St. Leon-Rot), Reilingen
- Paneuropa-Radweg in Kronau, St. Leon (St. Leon-Rot), Hockenheim, Ketsch
- Rheinradweg (EV15) in Kronau, St. Leon (St. Leon-Rot), Hockenheim, Ketsch
- Kraichgau-Hohenlohe-Radweg in Kronau
- Tour de Spargel in Kronau, St. Leon (St. Leon-Rot), Reilingen, Hockenheim, Ketsch
- Welterbe-Radtour in Hockenheim, Ketsch
- Kurpfalz-Route in Hockenheim, Ketsch

### Aufstellung nach Kraichbach-Anliegergemeinden, gewässerabwärts
- Von Sternenfels zu den Sieben Buchen verläuft der Radweg auf gemeinsamer Route mit dem Württemberger Weinradweg. Ebenfalls auf dieser Route verlaufen die Radwege Besen-Tour[5], Kraichgau-Blick-Tour[5], Vesper-Tour[5] und Seen-Tour[5].
- In Oberderdingen am Lindenplatz verläuft der Radweg auf gemeinsamer Route mit Welterbe-Tour[5], Öko-Regio-Tour[5], Vesper-Tour[5] und Besen-Tour[5].
- In Oberderdingen-Flehingen verläuft der Radweg auf gemeinsamer Route mit Schlösser-Tour[5], Welterbe-Tour[5], Kraichgau-Blick-Tour[5], Ähren-Tour[5], Öko-Regio-Tour[5] und Panorama-Tour[5].
- In Kraichtal-Gochsheim verläuft der Radweg auf gemeinsamer Route mit Welterbe-Tour[5], Ähren-Tour[5], Schlösser-Tour[5], Öko-Regio-Tour[5], Panorama-Tour[5] und 3-Bäche-Tour[5].
- In Kraichtal-Münzesheim verläuft der Radweg auf gemeinsamer Route mit Öko-Regio-Tour[5], Schlösser-Tour[5] und 3-Bäche-Tour[5].
- In Kraichtal-Oberöwisheim und Kraichtal-Unteröwisheim verläuft der Radweg auf gemeinsamer Route mit Öko-Regio-Tour[5], Schlösser-Tour[5], 3-Bäche-Tour[5] und Wohlfühl-Tour[5].
- In Ubstadt verläuft der Radweg auf gemeinsamer Route mit Heidelberg-Schwarzwald-Bodensee-Radweg, Schlösser-Tour[5], 3-Bäche-Tour[5] und Wohlfühl-Tour[5].
- In Ubstadt-Weiher, Teilort Stettfeld, verläuft der Radweg auf gemeinsamer Route mit dem Heidelberg-Schwarzwald-Bodensee-Radweg, 3-Bäche-Tour[5] und Riesling-Tour[5].
- In Bad-Schönborn, Teilort Bad Langenbrücken, verläuft der Radweg auf gemeinsamer Route mit dem Heidelberg-Schwarzwald-Bodensee-Radweg, Wohlfühl-Tour[5] und Welterbe-Tour[5].
- In Kronau kreuzen oder verlaufen auf gemeinsamer Route der Paneuropa-Radweg, Heidelberg-Schwarzwald-Bodensee-Radweg, Rheinradweg (EV15), Kraichgau-Hohenlohe-Radweg, Tour de Spargel und Welterbe-Tour[5].
- In St. Leon-Rot verläuft der Radweg auf gemeinsamer Route mit Paneuropa-Radweg, Heidelberg-Schwarzwald-Bodensee-Radweg, Rheinradweg (EV15) und Tour de Spargel.
- In Reilingen kreuzen oder verlaufen auf gemeinsamer Route der Heidelberg-Schwarzwald-Bodensee-Radweg, Odenwald-Madonnen-Radweg und Tour de Spargel.
- In Hockenheim kreuzen oder verlaufen auf gemeinsamer Route die Tour de Spargel, Welterbe-Radtour, Kurpfalz-Route, der Paneuropa-Radweg, Rheinradweg (EV15).
- In Ketsch kreuzen oder verlaufen auf gemeinsamer Route Paneuropa-Radweg, Rheinradweg (EV15), Tour de Spargel, Welterbe-Radtour, Kurpfalz-Route.

## Anbindung Öffentlicher Personennahverkehr
Der Kraichursprung in Sternenfels kann ab dem Bahnhof Mühlacker mit dem Fahrrad in ca. 1 Stunde erreicht werden (Radweg 15 km). Mühlacker ist ein Bahnknotenpunkt auf der Residenzbahn zwischen Stuttgart und Karlsruhe. Es verkehren IR-, IRE- und Intercity-Züge.
An Sonn- und Feiertagen vom 1. Mai 2019 – 3. Oktober 2019 war auf der Bus-Linie 702 zwischen Mühlacker und Oberderdingen-Flehingen ein Velo-Bus im Einsatz, der in beide Richtungen über Sternenfels fährt, und Fahrräder mitnimmt. Gemäß VPE-Regelung (Verkehrsverbund Pforzheim-Enzkreis) ist eine Anmeldung des Fahrradtransports unter der Telefonnummer 07231/3970299 bis Freitag 12:00 Uhr notwendig. Fällt der Freitag auf einen Feiertag, dann gilt für die Anmeldung der Vortag des Feiertags bis 12:00 Uhr.
Die Kraichmündung in Ketsch ist ab dem Bahnhof Schwetzingen mit dem Fahrrad in ca. 30 Minuten zu erreichen (Radweg 6,8 km).
Anschlussmöglichkeiten an den Schienenverkehr bestehen auf dem Kraichradweg in Hockenheim, Bad Schönborn, Kronau, Ubstadt, Unteröwisheim, Oberöwisheim, Münzesheim, Gochsheim, Flehingen.